# Жужелски мост
Жужелският мост (на гръцки: Γεφύρι Ζούζουλης, Гефири Зузулис) е каменен мост в Егейска Македония, Гърция. Намира се в гората, на 2 километра източно от село Жужел, южно от град Костур. Мостът е построен над Жужелската река, която е граница между Смолика от югозапад и Талиарос (Горуша) от североизток.
Мостът е построен в 1880 година от майстори от Кастаняни, Масторохорията. Датата известна от Мантос Димитриос от Жужел (1867 -1952), който присъства на създаването на моста. Финансиран е от човек от Фурка, чийто брат се удавил в потока. Общата дължина на сводестия полуцилиндричен мост е около 25 метра и се издига на 7 метра височина. Дълго време мостът е единствената връзка между Жужел и Гревена и Цотили. Обновен е в 1990 година.
В 1988 година мостът е обявен за паметник на културата.